# Le Grès
Le Grès ist eine französische Gemeinde mit 464 Einwohnern (Stand 1. Januar 2022) im Département Haute-Garonne in der Region Okzitanien. Sie gehört zum Arrondissement Toulouse und zum Kanton Léguevin. Die Einwohner werden Grésains und Grésaines genannt.

## Geographie
Le Grès liegt etwa 30 Kilometer westnordwestlich von Toulouse. Umgeben wird Le Grès von den Nachbargemeinden Pelleport im Norden und Nordosten, Thil im Osten, Garac im Süden, Caubiac im Westen sowie Cadours im Nordwesten.

## Bevölkerungsentwicklung
| Jahr                      | 1962 | 1968 | 1975 | 1982 | 1990 | 1999 | 2006 | 2013 | 2020 |
| Einwohner                 | 157  | 144  | 147  | 200  | 214  | 223  | 267  | 406  | 443  |
| Quelle: Cassini und INSEE |      |      |      |      |      |      |      |      |      |

## Sehenswürdigkeiten
- Kirche Notre-Dame, erbaut Mitte des 19. Jahrhunderts

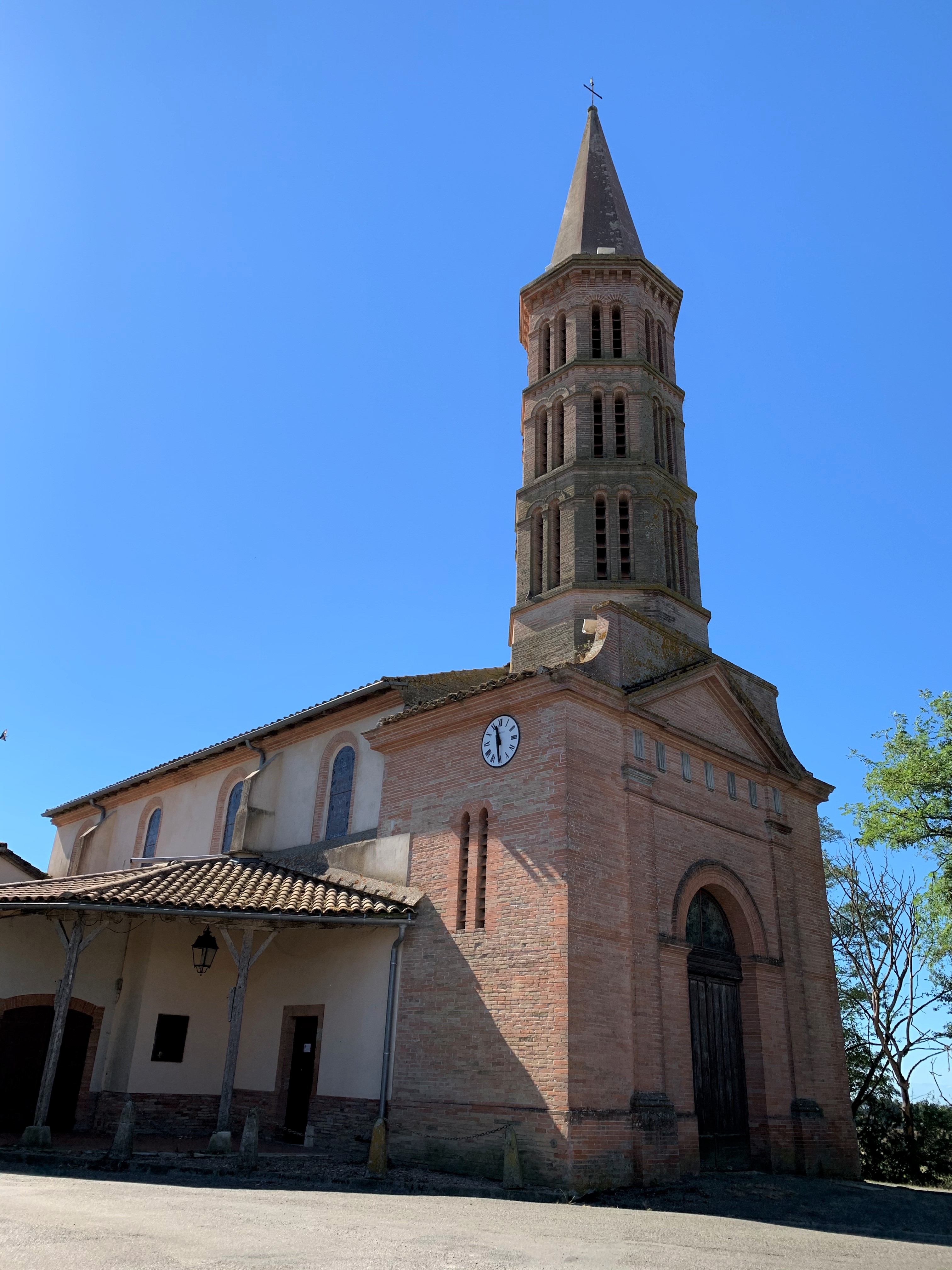
Kirche Notre-Dame